# Xavier Aguado

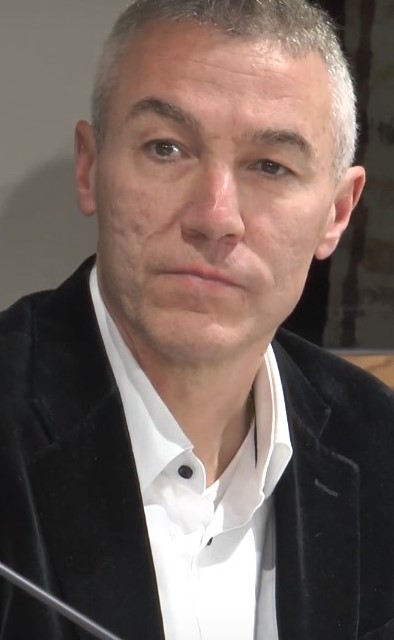
Xavier Aguado in 2020

Xavier Aguado Companys (Badalona, 5 juni 1968) is een voormalig Spaans profvoetballer. Hij speelde jarenlang als verdediger bij Real Zaragoza.

## Clubvoetbal
Aguado begon als profvoetballer in 1988 bij CE Sabadell. In 1990 werd hij gecontracteerd door Real Zaragoza, waar de verdediger tot 2002 zou spelen. Met Aguado als basisspeler won Real Zaragoza in 1995 de Europacup II door in de finale het Engelse Arsenal FC na verlengingen te verslaan. In 2001 won Aguado met Real Zaragoza de Copa del Rey door in de finale te winnen van Celta de Vigo. Een seizoen jaar, in 2002, besloot Aguado zijn profloopbaan te beëindigen Real Zaragoza was gedegradeerd naar de Segunda División A.

### Statistieken
| seizoen | club          | land   | competitie         | wed. | goals |
| ------- | ------------- | ------ | ------------------ | ---- | ----- |
| 1988/89 | CE Sabadell   | Spanje | Segunda División A | 17   | 0     |
| 1989/90 | CE Sabadell   | Spanje | Segunda División A | 31   | 1     |
| 1990/91 | Real Zaragoza | Spanje | Primera División   | 30   | 0     |
| 1991/92 | Real Zaragoza | Spanje | Primera División   | 33   | 1     |
| 1992/93 | Real Zaragoza | Spanje | Primera División   | 35   | 2     |
| 1993/94 | Real Zaragoza | Spanje | Primera División   | 35   | 1     |
| 1994/95 | Real Zaragoza | Spanje | Primera División   | 33   | 1     |
| 1995/96 | Real Zaragoza | Spanje | Primera División   | 36   | 2     |
| 1996/97 | Real Zaragoza | Spanje | Primera División   | 37   | 1     |
| 1997/98 | Real Zaragoza | Spanje | Primera División   | 31   | 5     |
| 1998/99 | Real Zaragoza | Spanje | Primera División   | 36   | 4     |
| 1999/00 | Real Zaragoza | Spanje | Primera División   | 29   | 2     |
| 2000/01 | Real Zaragoza | Spanje | Primera División   | 26   | 2     |
| 2001/02 | Real Zaragoza | Spanje | Primera División   | 22   | 1     |

## Nationaal elftal
Aguado kwam nooit in actie voor het Spaans nationaal elftal. Wel speelde hij meerdere interlands voor het Catalaans elftal, waarvan de laatste in december 2001 tegen Chili.